# NGC 5667
NGC 5667 este o galaxie spirală situată în constelația Dragonul. A fost descoperită în 17 aprilie 1789 de către William Herschel. Se află la o distanță de 32,2 de megaparseci de Pământ.